# Rama (circuitos)

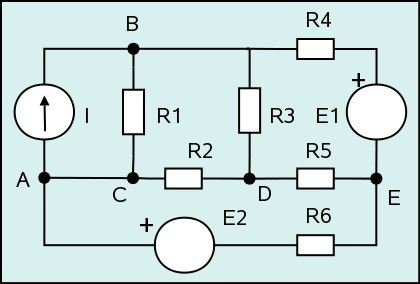
Figura 1: Circuito ejemplo.

Una rama es una porción del circuito comprendida entre dos nodos consecutivos. Está compuesta por la disposición en serie de componentes eléctricos unidos mediante conductores.
En la figura es la parte de circuito entre dos Puntos(nodos) con nomenclatura alfabética AB,BC,CD,DE,AE, etc. En el caso AC podría tratarse de un único nodo si se desprecia la resistencia eléctrica del conductor.